# Veyron
 (août 2025).
Si vous disposez d'ouvrages ou d'articles de référence ou si vous connaissez des sites web de qualité traitant du thème abordé ici, merci de compléter l'article en donnant les références utiles à sa vérifiabilité et en les liant à la section « Notes et références ».
Pour les articles homonymes, voir Veyron (homonymie).
Le Veyron est une rivière du canton de Vaud, en Suisse et un affluent de la Venoge, donc un sous-affluent du Rhône par le lac Léman.

## Géographie
Le Veyron prend sa source à Bière dans le canton de Vaud et s'écoule jusqu'à Ferreyres, où il se jette dans la Venoge, au lieu-dit la Tine de Conflens.

## Histoire
Le Veyron s'appelait li Voirons en 1257.

## Parcours
- Ballens
- Mauraz
- Chavannes-le-Veyron
- La Chaux (Cossonay)
- Chevilly
- Dizy
- La Sarraz
- Ferreyres

## Affluents
- L'Etremble[1]
- La Malagne
- Le Morand
- Le Lamponnex
- La Gèbre